# Fujiwhara Sakuhei

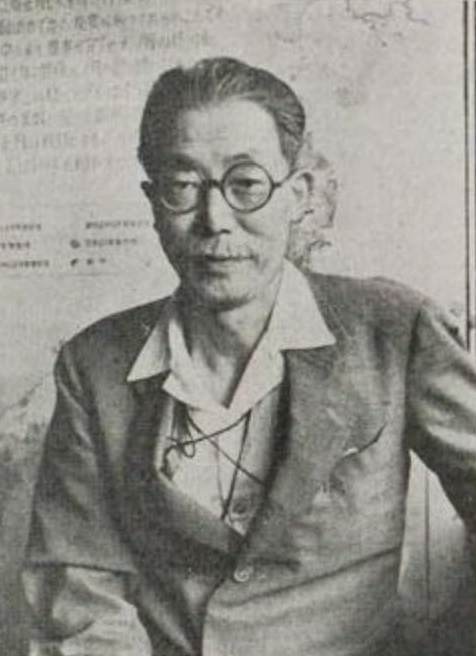
Fujiwara Sakuhei (1949)

Fujiwhara Sakuhei (japanisch 藤原 咲平 Fujiwara Sakuhei; 1884–1950) war ein japanischer Meteorologe. Er stammte aus der Präfektur Nagano. Nach seinem Abschluss an der Kaiserlichen Universität Tokio wurde er Direktor des Central Meteorological Center (heute Japan Meteorological Agency). Der Fujiwhara-Effekt ist nach ihm benannt. Fujiwhara beschrieb diesen 1921 erstmals in einem Aufsatz über die Bewegung von Luftwirbeln über Wasser.